# Senat (Burundi)

Der Senat (Kirundi: Inama Nkenguzamateka; Französisch: Sénat) ist das Oberhaus und damit neben der Nationalversammlung (Assemblée nationale) die zweite Kammer des Parlaments von Burundi. Derzeitiger Senatspräsident ist seit 2020 Emmanuel Sinzohagera, während Denise Ndadaye Erste Vizepräsidentin sowie Cyriaque Nshimirimana Zweiter Vizepräsident ist.

## Geschichte

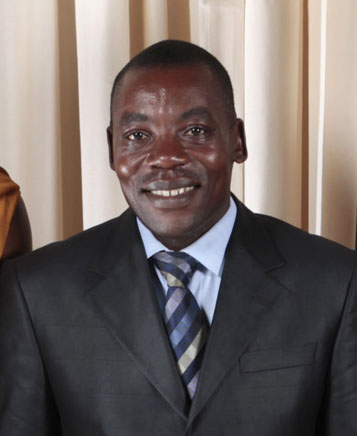
Gabriel Ntisezerana war von 2010 bis 2015 Präsident des Senats.

Nach einer sehr kurzen Zeit des Zweikammersystems unter dem Königreich Burundi im Jahr 1965 wurde das burundische Parlament 1966 nach dem Militärputsch von Hauptmann Michel Micombero, der der Monarchie ein Ende setzte, durch ein Einkammerparlament abgelöst. Präsident des Senats war 1965 Joseph Bamina von der Union für den nationalen Fortschritt UPRONA (Union pour le Progrès national).
Nach dem langen Bürgerkrieg der 1990er Jahre, der am 28. August 2000 mit dem Abkommen von Arusha endete, wurde eine Übergangsphase (Transition) eingeführt, in der der Senat wiederhergestellt wurde. Seine Zusammensetzung nach den Prinzipien der Inklusion und der ethnischen Parität ähnelt dann der jetzigen mit zwei Senatoren – einem Hutu und einem Tutsi – für jede der damaligen 17 Provinzen und drei Twa-Senatoren. Seine Mitglieder wurden jedoch alle kooptiert durch die Nationalversammlung, zu der die ehemaligen Staatsoberhäupter Jean-Baptiste Bagaza, Pierre Buyoya und Sylvestre Ntibantunganya hinzukamen, sodass der Senat somit insgesamt 52 Mitglieder hatte. Erster Präsident des Übergangssenats wurde Libère Bararunyeretse von der UPRONA.
Die am 18. März 2005 verkündete neue Verfassung setzte dem Übergang ein Ende und bekräftigt das Zweikammersystem. Die ersten Wahlen fanden am 29. Juli 2005 statt und führten zur Wahl von Präsident Pierre Nkurunziza durch die beiden Kammern des Parlaments, die am folgenden 19. August 2005 im Kongress zusammentraten. Dem ersten Senat nach der Übergangsphase (Sénat post-transition) gehörten 48 Mitglieder an, darunter Gervais Rufyikiri von der Conseil national pour la défense de la démocratie – Forces de défense de la démocratie (CNDD-FDD) als Präsident, Anatole Manirakiza als Erster Vizepräsident sowie Générose Bimazubute als Zweite Vizepräsidentin. In der vierten Legislaturperiode (August 2010 bis August 2015) fungierte Gabriel Ntisezerana von der CNDD-FDD als Senatspräsident, während in der fünften Legislaturperiode (August 2015 bis August 2020) Révérien Ndikuriyo von der CNDD-FDD Senatspräsident war.

## Die Senatoren und die Senatsgremien

### Die Senatoren

#### Befähigung zum Senatorenamt
Jeder Kandidat für die Senatswahlen muss die burundische Staatsangehörigkeit besitzen, zum Zeitpunkt der Wahl über 35 Jahre alt sein und alle bürgerlichen und politischen Rechte genießen. Er darf nicht wegen eines Verbrechens oder Vergehens nach dem allgemeinen Recht (droit commun) mit einer im Wahlgesetz festgelegten Strafe verurteilt worden sein. Nach dem Wahlgesetz muss der Senatorenkandidat alle seine bürgerlichen und politischen Rechte genießen. Ist der Anwärter wegen eines Vergehens zu einer Freiheitsstrafe von mindestens sechs Monaten verurteilt worden, muss er diese Strafe mindestens zwei Jahre vollständig verbüßt haben. Wenn er wegen eines Verbrechens zu einer Freiheitsstrafe von mindestens fünf Jahren verurteilt wurde, muss er diese Strafe mindestens fünf Jahre lang vollständig verbüßt haben. Die Unabhängige Nationale Wahlkommission (Commission électorale Nationale indépendante) ist zuständig für die Überprüfung der Zulässigkeit von Kandidaturen, die von politischen Parteien ausgehen oder unabhängige Kandidaturen sein können.

#### Der Status von Senatoren
Grundlage und Zweck des Status des Senators ist wie in anderen zeitgenössischen Demokratien die Wahrung und Gewährleistung seiner Unabhängigkeit gegenüber der Exekutive (Unvereinbarkeiten) sowie der Schutz und die Gewährleistung der freien Ausübung seines Mandats, insbesondere vor ungerechtfertigten Rechtsstreitigkeiten Verfahren (Immunitäten).
1. Inkompatibilitäten (Incompatibilités): Das Mandat des Senators ist mit anderen Funktionen öffentlicher Natur unvereinbar. Jeder öffentliche, gesetzliche oder vertragliche Bedienstete, der Senator wird, wird automatisch in eine Position der Abordnung oder Suspendierung versetzt. Allerdings kann ein Hochschullehrer das Senatorenmandat mit seinen Funktionen verbinden, wobei das Wort Professor im Sinne von Lehrer zu verstehen ist. Ein Senator, der in die Regierung, in ein vergütetes Amt des Staates Burundi, eines ausländischen Staates oder einer internationalen Organisation berufen wurde und diese annimmt, scheidet sofort aus dem Senat aus und wird durch seinen Stellvertreter (suppléant) ersetzt. Er nimmt seine Aufgaben wieder auf, sobald die Unvereinbarkeit beseitigt ist und sofern das Mandat, für das er gewählt wurde, weitergeführt wird.
2. Ausübung des Mandats (Exercice du mandat): Das Mandat des Senators hat nationalen Charakter. Jedem Senator ist es untersagt, seinen Titel für andere Zwecke als die Ausübung seines Mandats zu verwenden. Jedem mit einem Senatorenmandat ausgestatteten Rechtsanwalt ist es untersagt, in Fällen, in denen die Interessen des Letzteren betroffen sind, gegen den Staat zu plädieren oder ihn zu konsultieren.
3. Immunitäten (Immunités): Senatoren können wegen Meinungsäußerungen oder Stimmabgaben in Ausübung ihrer Funktion nicht strafrechtlich verfolgt, durchsucht oder festgenommen, inhaftiert oder verurteilt werden. Außer im Fall „flagrante delicto“ können Senatoren während der Sitzungsperiode ohne Genehmigung des Präsidiums des Senats nicht strafrechtlich verfolgt werden. Senatoren können nur mit Genehmigung des Präsidiums des Senats außerhalb der Sitzung festgenommen werden, außer im Fall von „flagrante delicto“, bereits genehmigter Anklage oder rechtskräftiger Verurteilung. Dem Antrag auf Aufhebung der Immunität eines Senators muss ein Bericht beigefügt werden, in dem die dem Senator zur Last gelegten Tatsachen dargelegt werden. Vor seiner Entscheidung hört das Präsidium den betreffenden Senator an.
4. Ende der Amtszeit des Senators (Fin du mandat de sénateur): Die Amtszeit eines Senators endet durch Tod, Rücktritt, körperliche Unfähigkeit, dauernde Dienstunfähigkeit, ungerechtfertigtes Fernbleiben von mehr als einem Viertel der Sitzungsperioden oder durch Verfall nach einer Hauptstrafe von mehr als zwölf Monaten. Bei einer Verurteilung wegen fahrlässiger Straftaten kann jedoch kein Verfall ausgesprochen werden. Die Vakanz wird durch ein Urteil des Verfassungsgerichtshofs auf Antrag des Präsidiums des Senats festgestellt. Die Vakanz wegen körperlicher oder dauernder Erwerbsunfähigkeit ist dem Gutachten einer hierfür durch die Senatskanzlei erforderlichen ärztlichen Kommission aus drei Ärzten untergeordnet.

### Präsidium, Erweitertes Präsidium und Konferenz des Senatspräsidenten
Dem Präsidium des Senats gehören neben dem Präsidenten zwei Vizepräsidenten an, die nach den gleichen Methoden und für die gleiche Dauer gewählt werden. Die Mitglieder des Präsidiums können nicht derselben ethnischen Gruppe oder demselben Geschlecht angehören. Bei Amtsantritt und dessen Beendigung sind die Mitglieder des Präsidiums verpflichtet, eine ehrenwörtliche Erklärung ihres Eigentums und Vermögens abzugeben. Diese Erklärung ist an den Obersten Gerichtshof (Cour Suprême) gerichtet. Jeder Vizepräsident hat spezifische Befugnisse: Der Erste Vizepräsident ist für politische, diplomatische und Kommunikationsangelegenheiten zuständig, der Zweite Vizepräsident für wirtschaftliche, soziale und finanzielle Angelegenheiten. Das Präsidium vertritt den Senat national und international und ist befugt, die Beratungen des Senats zu leiten. Es bestimmt durch interne Weisungen die Organisation und Arbeitsweise der Dienststellen des Senats. Die Beschlüsse des Präsidiums werden einvernehmlich oder andernfalls mit Zweidrittelmehrheit seiner Mitglieder gefasst. Schließlich tritt das Präsidium des Senats häufig zusammen: In der Praxis ist die Häufigkeit der Sitzungen wöchentlich, das Präsidium tagt jeden Montag, entweder in einfacher Formation oder in Form des sogenannten „Erweiterten Präsidiums“ (Bureau élargi). Das Erweiterte Präsidium besteht aus den drei Präsidiumsmitgliedern sowie den Vorsitzenden der sechs ständigen Senatsausschüsse. Die Aufgabe des Erweiterten Büros besteht darin, die Tagesordnung der Plenarsitzungen des Senats unter Berücksichtigung der Befugnisse der Regierung in der Angelegenheit zu prüfen und die zusätzliche Tagesordnung festzulegen, die der Senat frei beschließen kann. Während der Sitzungen wird das erweiterte Präsidium jede Woche vom Präsidenten einberufen, und diese Sitzungen werden genutzt, um nicht nur die Tagesordnung, sondern auch alle Fragen von Interesse für den Senat und die Senatoren zu prüfen: Die Praxis begünstigt somit eine kollegiale Art der Verwaltung des Senats, als dies bei strikter Anwendung der Geschäftsordnung erforderlich wäre.
Die Konferenz der Präsidenten (Conférence des Présidents) besteht aus dem Präsidenten des Senats, den beiden Vizepräsidenten, den Präsidenten der ständigen Ausschüsse, den Quästoren und gegebenenfalls den Präsidenten der Sonderausschüsse. Die Präsidentenkonferenz ist zuständig für die Analyse aller Fragen der parlamentarischen und administrativen Führung des Senats. Sie formuliert für das Präsidium Vorschläge zur Verbesserung. Die Präsidentenkonferenz tritt einmal monatlich auf Einberufung durch den Präsidenten des Senats zusammen.
Derzeitiger Senatspräsident ist seit 2020 Emmanuel Sinzohagera, während Denise Ndadaye Erste Vizepräsidentin sowie Cyriaque Nshimirimana Zweiter Vizepräsident ist.

### Kollegium der Quästoren
Das Kollegium der Quästoren (Collège des Questeurs) besteht aus drei Senatoren, die vom Präsidium nach Zustimmung im Plenum ernannt werden und unterschiedlicher ethnischer Zugehörigkeit und Geschlecht sein müssen. Die interne Organisation des Kollegiums der Quästoren folgt demselben allgemeinen Schema wie die des Präsidiums. Das Kollegium der Quästoren trifft sich mindestens einmal im Monat mit dem Generalsekretär des Senats und seinen wichtigsten Mitarbeitern, um das Verwaltungs- und Finanzmanagement des Senats zu kontrollieren und dem Präsidium einen Bericht vorzulegen. Die dem Kollegium der Quästoren zugewiesenen beinhalten insbesondere die Durchführung einer jährlichen Prüfung der Rechnungen über die Gelder und Vermögenswerte des Senats, um etwaige Unregelmäßigkeiten und Mängel festzustellen, die das Verwaltungs- und Finanzmanagement beeinträchtigen und um Wiederherstellungs- und Leistungsverbesserungsmaßnahmen vorzuschlagen. Das Kollegium der Quästoren ist im Wesentlichen dafür verantwortlich, im Namen des Präsidiums einen ständigen Auftrag zur Prüfung der Dienste des Senats wahrzunehmen.

### Ständige Ausschüsse
Der Senat verfügt über sechs ständige Ausschüsse (Les Commissions Permanentes), die sich mit folgenden Themen befassen:
- Ständiger Ausschuss für politische, diplomatische, Verteidigungs- und Sicherheitsfragen (Commission permanente chargée des Questions politiques, diplomatiques, de Défense et de Sécurité)
- Ständiger Ausschuss für institutionelle Angelegenheiten, rechtliche Angelegenheiten und Grundrechte und -freiheiten (Commission permanente chargée des Questions institutionnelles, juridiques et des Droits et Libertés fondamentaux)
- Ständiger Ausschuss für Wirtschaft, Umwelt, Finanzen und Haushalt (Commission permanente chargée des Questions économiques, de l’Environnement, des Finances et du Budget)
- Ständiger Ausschuss für Soziales, Jugend und Kultur (Commission permanente chargée des Questions sociales, de la Jeunesse et de la Culture)
- Ständiger Ausschuss für Verwaltungsangelegenheiten, Dezentralisierung und Kontrolle der Repräsentativität der Institutionen (Commission permanente chargée des Questions administratives, de la Décentralisation et du Contrôle de la représentativité des institutions)
- Ständiger Ausschuss für Gleichstellungsfragen und Beziehungen zur gesetzgebenden Versammlung der Ostafrikanischen Gemeinschaft (Commission permanente chargée des Questions de Genre et des Relations avec l’Assemblée Légistative de la Communauté Est africaine)

### Die Bildung anderer Ausschüsse
Neben den ständigen Ausschüssen besteht das Recht zur Bildung anderer Ausschüsse nach den folgenden Maßgaben:

#### Sonderausschüsse
Die Sonderkommissionen (Commissions spéciales) werden auf Initiative der Regierung oder des Senats zur Prüfung von Gesetzentwürfen oder Gesetzesvorschlägen oder anderen Fragen von nationalem Interesse gebildet. Die Bildung eines Sonderausschusses ist rechtmäßig, wenn sie von der Regierung angeordnet wird. Dieser Antrag ist mit der Übersendung der Tagesordnung an den Senat zu stellen. Die Bildung eines Sonderausschusses kann vom Senat auf Antrag des Präsidenten, eines Ständigen Ausschusses oder von mindestens zehn Senatoren, deren Liste in der Parlamentszeitung aushängt und veröffentlicht wird, vom Senat beschlossen werden, wobei dieser Antrag innerhalb von zwei Werktagen gestellt werden muss vor Verteilung der Gesetzesentwurfs oder des Gesetzesvorschlags. Der Antrag wird sofort angezeigt und der Regierung mitgeteilt. Der Antrag auf Bildung eines Sonderausschusses wird dem Senat zur Abstimmung vorgelegt, der mit einer Mehrheit von zwei Dritteln der anwesenden Senatoren entscheidet. Für den Fall, dass sich ein Ständiger Ausschuss für unzuständig erklärt oder im Falle eines Kompetenzkonflikts (conflit de compétence) zwischen zwei oder mehreren Ständigen Ausschüssen, dem Präsidenten, nach einer Aussprache oder der Regierung, schlagen die Präsidenten der betroffenen Ausschüsse die Bildung eines besonderen Komitee vor. Wird dieser Vorschlag abgelehnt, legt der Präsident dem Senat die Kompetenzfrage (question de compétence) vor.

#### Untersuchungsausschüsse
Die Einsetzung eines Untersuchungsausschusses (Commissions d’Enquêtes) durch den Senat ergibt sich aus der Abstimmung über einen beim Präsidium des Senats eingebrachten Entschließungsantrag (proposition de résolution). Dieser muss entweder die zu einer Untersuchung Anlass gebenden Tatsachen oder die öffentlichen Dienste oder öffentlichen Unternehmen, deren Geschäftsführung der Untersuchungsausschuss zu prüfen hat, genau bestimmen. Der Präsident des Senats erklärt jeden Entschließungsantrag für unzulässig, der die Einsetzung eines Untersuchungsausschusses mit demselben Gegenstand wie ein früherer Ausschuss vor Ablauf einer Frist von zwölf Monaten nach Beendigung ihrer Tätigkeit zum Ziel hat. Im Zweifelsfall entscheidet der Präsident nach Anhörung des Präsidiums des Senats.

#### Ad-hoc-Kommissionen
Die Einrichtung einer Ad-hoc-Kommission (Commissions Adhoc) durch den Senat resultiert aus dem Konsens der Senatoren zur Untersuchung interner Angelegenheiten.

#### Gemischte Ausschüsse mit paritätischer Besetzung
Falls nach einer Meinungsverschiedenheit zwischen den beiden Kammern ein Gesetzentwurf oder ein Gesetzvorschlag eines Parlamentsmitglieds nicht angenommen werden konnten, setzen der Präsident der Nationalversammlung und der Präsident des Senats einen gemischten paritätischen Ausschuss (Commissions mixtes paritaires) ein, der dafür verantwortlich ist, einen gemeinsamen Text für den gesamten oder einen Teil des Gesetzes, der noch zur Diskussion steht, innerhalb von 15 Arbeitstagen vorzuschlagen.

### Kabinett des Senatspräsidenten und Senatsverwaltung
Im Kabinett des Senatspräsidenten (Cabinet du Président du Sénat) sind alle persönlichen Mitarbeiter des Präsidenten, die von ihm nach seinen eigenen Kriterien rekrutiert werden. Sie sind also schon allein dadurch keine Beamten des Senats, auch wenn einige von ihnen Zivilbeamte und Bedienstete des Senats sein können, die vorübergehend in das Büro des Präsidenten abgeordnet werden. In der Praxis stehen die Mitglieder des Kabinetts im Dienst des Präsidenten, aber auch der beiden Vizepräsidenten. Sie sind so rekrutiert und organisiert, dass sie die Mitglieder des Präsidiums in allen Bereichen des Senatslebens beraten können, teilweise mit rein logistischer Funktion.
Die Verwaltungsaufgaben des Senats werden vom Verwaltungsdienst der Senatskanzlei (Bureau du Sénat) wahrgenommen. Hierzu gehören neben den Diensten für den Senatspräsidenten (Services du cabinet du Président) die Abteilungen Gesetzgebung (Direction législative), Finanzen (Direction financière), Kommunikation und Öffentlichkeitsarbeit (Direction de la communication et des relations publiques) sowie Personal (Direction des ressources humaines).

## Arbeit, Aufgaben und Funktionen des Senats

### Die Rollen des Senats
Der Senat hat allgemeine Gesetzgebungskompetenz (Art. 189 und 190 der Verfassung), aber die Verfassung überträgt ihm spezifische Vorrechte in Bezug auf die Organgesetze, das Wahlrecht und die lokalen Gemeinschaften (Art. 187 Abs. 1 und 3 der Verfassung).

#### Initiativrecht des Senats
Das Initiativrecht ist das Recht, einer Versammlung einen künftigen Gesetzestext im Hinblick auf seine Annahme vorzuschlagen. Das Initiativrecht steht gleichzeitig dem Präsidenten der Republik, der Regierung, der Nationalversammlung und dem Senat zu. Die Regierung ist Herr der Prioritätsagenda. Wurde ein Gesetzesvorschlag jedoch in zwei aufeinanderfolgenden ordentlichen Sitzungen nicht geprüft, muss er vorrangig auf die Tagesordnung der nächsten Sitzung gesetzt werden. Die Initiative von Abgeordneten und Senatoren kann jedoch in keinem Bereich ausgeübt werden: Sie kann nur im Zuständigkeitsbereich des Gesetzgebers im Sinne der Verfassung ausgeübt werden, indem die Angelegenheiten aufgelistet werden, die in die Zuständigkeit des Parlaments fallen.
Zu den Bereichen der gesetzgeberischen Initiativrechts gehören:
1. Garantien und grundlegende Verpflichtungen des Bürgers: Schutz der öffentlichen Freiheiten, Beschränkungen, die den Bürgern im Interesse der Landesverteidigung und der öffentlichen Sicherheit in ihrer Person und in ihrem Eigentum auferlegt werden.
2. Personen- und Vermögensstatus: Staatsangehörigkeit, Status und Geschäftsfähigkeit von Personen; Ehestand, Erbfolge und Schenkung; Eigentumssystem, dingliche Rechte und zivil- und handelsrechtliche Verpflichtungen.
3. Politische, administrative und juristische Organisation: allgemeine Organisation der Verwaltung; territoriale Organisation; Wahlsystem; allgemeine Organisation nationaler Orden, Ehrenzeichen und Ehrentitel; allgemeine Organisationsregeln für Landesverteidigung, Landespolizei; allgemeine Grundsätze und Status des öffentlichen Dienstes; Statuten des Personals des Verteidigungs- und Sicherheitskorps, des Personals des Parlaments; Ausnahmezustand; Schaffung und Abschaffung autonomer öffentlicher Einrichtungen und Dienste; Organisation von Gerichten aller Anordnungen und Verfahren; Statuten der Justiz, der Ministerialbeamten und der gesetzlichen Hilfskräfte; Feststellung von Straftaten und Vergehen sowie der darauf anwendbaren Strafen; Organisation der Bar; Gefängnisregime; Amnestie.
4. Schutz der Umwelt und Schonung der natürlichen Ressourcen.
5. Finanz- und Vermögensfragen: System der Geldausgabe; Staatshaushalt ; Definition der Steuerbemessungsgrundlage und des Steuersatzes; Entfremdung und Verwaltung der Domäne des Staates.
6. Verstaatlichungen und Privatisierungen von Unternehmen.
7. Bildungssystem und wissenschaftliche Forschung.
8. Ziele des wirtschaftlichen und sozialen Handelns des Staates.
9. Arbeitsrecht, Sozialversicherung, Gewerkschaftsrecht.

#### Änderungsrecht des Senats
Dem Senat steht das Vorschlagsrecht auf Änderung eines Gesetzestextes während seiner Diskussion zu. Diese als „Änderung“ (amendement) bezeichnete vorgeschlagene Modifikation kann entweder von der Regierung oder von einem Parlamentarier (Abgeordneter oder Senator) in seinem eigenen Namen oder im Namen des Ausschusses, dessen Berichterstatter er ist, vorgenommen werden. Allerdings unterliegt das Änderungsrecht der Parlamentarier einer gewissen Unzulässigkeit.
1. Finanzielle Unzulässigkeit: Die von den Abgeordneten oder Senatoren formulierten Vorschläge und Änderungsanträge sind nicht zulässig, wenn ihre Annahme entweder zu einer erheblichen Verringerung der öffentlichen Mittel oder zur Schaffung oder Verschärfung einer erheblichen öffentlichen Belastung führen würde, es sei denn, diese Vorschläge oder Änderungsanträge werden von Ausgleichsvorschlägen für entsprechende Einnahmen begleitet.
2. Gesetzliche Unzulässigkeit: Die Regierung kann dagegen Einspruch erheben, wenn sich während des Gesetzgebungsverfahrens herausstellt, dass ein Vorschlag oder eine Änderung nicht in den Geltungsbereich des Gesetzes fällt. Bei Meinungsverschiedenheiten zwischen Regierung und Parlament entscheidet der Verfassungsgerichtshof (Cour Constitutionnelle).
3. Unzulässigkeit mangels Prüfung: Die Regierung kann sich nach Eröffnung der Debatten im Plenum der Prüfung eines Änderungsantrags widersetzen, der nicht zuvor der Analyse des mit dem Projekt befassten Ausschusses vorgelegt wurde.

#### Kontrollrecht des Senats
In der Definition seines Kontrollauftrags präsentiert der Senat die größte Originalität. Zu den klassischen Kontrollaufgaben, die in allen zeitgenössischen demokratischen Parlamenten zu finden sind, fügt der Senat, der in dieser Hinsicht den Übergangssenat des Arusha-Abkommens fortsetzt, eine spezifische Mission hinzu, um die in der Verfassung erwähnten ethnischen und territorialen Gleichgewichte zu kontrollieren.

##### Die Rolle der ständigen Ausschüsse
Die ständigen Ausschüsse haben den allgemeinen Auftrag, das Handeln der Regierung zu überwachen. Sie überwachen und evaluieren dieses Handeln in allen Bereichen des staatlichen Lebens sowie der Führung von Verwaltungen, öffentlichen Unternehmen und der gemischten Wirtschaft und können als solche von jeder natürlichen oder juristischen Person ergriffen werden. Sie erstellen Informationsberichte, die Gegenstand einer Aussprache im Plenum in Anwesenheit der betroffenen Minister sein können und enden mit der Annahme von Entschließungen oder Empfehlungen.

##### Der Einsatz von Untersuchungskommissionen
Will der Senat eine genaue Kontrolle bestimmter Sachverhalte oder der Leitung bestimmter öffentlicher Dienste oder öffentlicher Unternehmen vornehmen, so hat er die Möglichkeit, durch Beschluss einen Untersuchungsausschuss einzusetzen, dessen Arbeit höchstens sechs Monate dauern darf.

##### Fragerecht der Senatoren
Senatoren können drei Arten von Fragen verwenden, um Informationen von der Regierung zu erhalten:
1. Schriftliche Anfragen (questions écrites): Sie werden schriftlich gestellt und innerhalb eines Monats nach ihrer Einreichung schriftlich beantwortet. Sie werden von ihrem Verfasser an den Senatspräsidenten übermittelt, der sie der Regierung mitteilt, und die Antwort folgt den gleichen Weg in umgekehrter Richtung.
2. Mündliche Anfragen ohne Aussprache (questions orales sans débat): Sie werden zunächst schriftlich gestellt und dann von ihrem Verfasser während der zu diesem Zweck organisierten Plenarsitzung 5 Minuten lang vorgetragen. Der zuständige Minister antwortet mündlich, und dann hat der Fragesteller erneut 5 Minuten Redezeit. Ein wöchentliches Treffen während der ordentlichen Tagung ist vorrangig für die Erörterung dieser Fragen vorgesehen.
3. Mündliche Anfragen mit Aussprache (questions orales avec débat): Das Schema ist das gleiche wie bei mündlichen Anfragen ohne Aussprache, aber der Verfasser der Anfrage hat 15 Minuten Zeit, um sie vorzustellen, und jeder Senator kann sich ebenfalls für maximal fünf Minuten an der Aussprache beteiligen.

##### Ausübung der Regulierungsbefugnisse des Senats
In drei Bereichen weist die Verfassung dem Senat einen konkreten Kontrollauftrag zu, der eigentlich als Regulierungsauftrag analysiert wird:
1. Achtung der Ausgewogenheit der Repräsentation: Dies gilt in erster Linie für die philosophischen und politischen Grundsätze, auf denen die Verfassung beruht. Dem Senat obliegt die Überwachung der Anwendung der Verfassungsbestimmungen, die eine ethnische und geschlechtsspezifische Repräsentativität und Ausgewogenheit in allen Strukturen und Institutionen des Staates fordern, insbesondere in der öffentlichen Verwaltung und den Verteidigungs- und Sicherheitskräfte. Diese Wachsamkeitspflicht (devoir de vigilance) weist dem Senat eine herausragende Rolle für das Gelingen des Prozesses der nationalen Aussöhnung und Festigung der Rechtsstaatlichkeit zu.
2. Achtung regionaler Gleichgewichte: Dies gilt auch im Hinblick auf die ausgewogene Entwicklung des Territoriums. Der Senat kann bei der öffentlichen Verwaltung Anfragen stellen und Empfehlungen aussprechen, damit keine Region des Territoriums oder keine Bevölkerungsgruppe von der Inanspruchnahme öffentlicher Dienstleistungen ausgeschlossen wird.
3. Eine allgemeine Beratungsleistung: Schließlich weist die Verfassung dem Senat die Befugnis zu, den Präsidenten der Republik und den Präsidenten der Nationalversammlung in allen Fragen, insbesondere legislativer Art, zu beraten.

#### Genehmigung bestimmter Nominierungen
Die Sonderstellung des Senats innerhalb der Institutionen ist auch durch die ihm von der Verfassung übertragene Befugnis zur Besetzung der wichtigsten Ämter der Republik gekennzeichnet. Die vom Präsidenten der Republik vorgenommenen Ernennungen werden nur wirksam, wenn sie vom Senat für die folgenden Funktionen genehmigt werden:
1. Leiter des Verteidigungs- und Sicherheitskorps
2. Die Provinzgouverneure
3. Die Botschafter
4. Der Ombudsmann
5. Mitglieder des Obersten Richterrats (Conseil supérieur de la Magistrature), Mitglieder des Obersten Gerichtshofs (Cour Suprême), Mitglieder des Verfassungsgerichtshofs (Cour Constitutionnelle), der Generalstaatsanwalt der Republik (Procureur Général de la République) und die Mitglieder der Generalstaatsanwaltschaft der Republik, der Präsident des Berufungsgerichts (président de la Cour d’Appel) und der Präsident des Verwaltungsgerichtshofs (président de la Cour Administrative), der Generalstaatsanwalt beim Berufungsgericht (Procureur Général près la Cour d’Appel), die Präsidenten der Mittleren Gerichte (Tribunaux de Grande Instance), des Handelsgerichts (Tribunal de Commerce) und des Arbeitsgerichts (Tribunal du Travail) sowie die Staatsanwälte (procureurs de la République).

Zusammenfassend weist der Senat sehr ausgeprägte ursprüngliche Merkmale auf, die ihn stark von der Nationalversammlung unterscheiden. Ihre Wahlweise, ihre Zusammensetzung, ihre Funktionen machen sie zu einer gesetzgebenden Versammlung mit einem deutlichen politischen Charakter, wenn auch überparteilich, zu einer Versammlung, die auch die Bevölkerungen und Gemeinschaften repräsentiert, zu einer regulierenden Versammlung, die mit einer besonderen Wachsamkeitspflicht ausgestattet ist, kurz gesagt, zu einer Versammlung, die in der burundischen Realität verwurzelt ist und tief im Einklang mit den stärksten Bestrebungen der Bevölkerung steht: nationale Aussöhnung, institutionelle und politische Stabilisierung, Mäßigung bei der Machtausübung, im Dienst des Friedens und einer ausgewogenen Entwicklung.

### Verfahren zur Prüfung eines Gesetzentwurfs
Das Verfahren zur Prüfungs eines Gesetzesentwurfs verläuft wie folgt:

#### Übertragung
Die Einbringung und Weiterleitung von Gesetzentwürfen und Gesetzvorschlägen an den Senat wird vom Präsidenten im Plenum bekannt gegeben. Zwischen den Sitzungen werden diese Hinterlegungen und Übermittlungen bekanntgegeben und im Parlamentsjournal (journal parlementaire) veröffentlicht.

#### Verteilung
Jeder eingereichte oder übermittelte Text wird gedruckt und verteilt, damit jedes Mitglied des Senats davon Kenntnis hat.

#### Überweisung an den zuständigen Ausschuss
Der Gesetzentwurf oder die Gesetzesvorlage wird vom Senatspräsidenten dem zuständigen ständigen Ausschuss oder einem besonderen Ausschuss zur Prüfung zugeleitet.

#### Schaffung einer Sonderkommission
Auf Initiative der Regierung kann gemäß Art. 31 Absatz 1 der Verfassung eine Sonderkommission gebildet werden. Erklärt sich ein ständiger Ausschuss für unzuständig oder liegt ein Kompetenzkonflikt zwischen zwei oder mehreren Ausschüssen vor, beschließt der Senat auf Vorschlag des Präsidenten nach einer Debatte, in der nur die Regierung, der Verfasser des Gesetzesentwurfs und die Vorsitzenden der betreffenden Ausschüsse über die Einsetzung eines Sonderausschusses beraten. Wird die Einsetzung einer Sonderkommission abgelehnt, legt der Präsident die Kompetenzfrage dem Senat vor.

#### Ausschussarbeit
Die Kommission ernennt eines ihrer Mitglieder – den Berichterstatter (rapporteur) – der für die Darstellung der Position der Kommission im Plenum verantwortlich ist. Die Minister können der Arbeit der Ausschüsse beiwohnen und müssen auf Verlangen jedes Mal gehört werden, aber sie können nicht an den Abstimmungen teilnehmen. Der Ausschuss kann die Anhörung eines Mitglieds der Regierung, beispielsweise eines in der Verfassung vorgesehenen Vertreters eines Nationalrates, beantragen. Dieser Antrag wird vom Präsidenten des Senats gegebenenfalls an den Präsidenten der Republik übermittelt. Der Verfasser eines Vorschlags oder einer Änderung kann auf Antrag des Vorsitzenden des Ausschusses zu Ausschusssitzungen geladen werden, die der Prüfung seines Textes gewidmet sind. Er hat sich aber zum Zeitpunkt der Abstimmung zurückzuziehen. Der Ausschuss beschließt, dem Senat entweder die Annahme, die Ablehnung oder die Änderung des vorgelegten Textes vorzuschlagen. Die Abstimmungen im Ausschuss erfolgen durch Handzeichen oder durch Stimmzettel. Die Stimmabgabe durch Stimmzettel ist zulässig, wenn sie von mindestens 1/3 der Ausschussmitglieder verlangt wird. Ausschussmitglieder können ihr Stimmrecht an einen ihrer Kollegen aus demselben Ausschuss delegieren. Niemand kann mehr als eine Stimmübertragung durchführen, die dem Vorsitzenden des Ausschusses mitgeteilt werden muss. Die Feststellungen des Ausschusses werden in einem schriftlichen Bericht wiedergegeben, der vor dem Plenum vorgelegt, gedruckt und verteilt werden muss, damit der Senat beraten kann. Dem Ausschuss vorgelegte Änderungsanträge sind dem Bericht beizufügen. Jeder ständige Ausschuss kann beantragen, mit einer Stellungnahme zu einem Text befasst zu werden, der an einen anderen ständigen Ausschuss verwiesen wird. Sein Berichterstatter hat das Recht, sich in beratender Funktion an den Arbeiten des federführenden Ausschusses zu beteiligen. Dem Berichterstatter in einem anderen Ausschuss wird umgekehrt das gleiche Vorrecht eingeräumt.

#### Diskussion im Plenum
Die Diskussion beginnt mit der Anhörung der Regierung, dann der Vorlage des Berichts des federführenden Ausschusses und gegebenenfalls der Anhörung des oder der Berichterstatter für die Stellungnahme sowie gegebenenfalls eines Mitglieds des Wirtschafts- und Sozialrates (Conseil économique et social). Die Diskussion wird mit der Abstimmung über die Anträge fortgesetzt: Einrede der Unzulässigkeit (exception d’irrecevabilité), deren Zweck darin besteht, anzuerkennen, dass der vorgeschlagene Text gegen eine oder mehrere Verfassungsbestimmungen verstößt, und Vorfrage (question préalable), die darauf abzielt, dass er entschieden hat, dass dies nicht der Fall ist und somit keine besteht keine Notwendigkeit über die Unzulässigkeit besteht. Die Annahme des einen oder anderen zieht die Ablehnung des Textes nach sich, auf dem sie hinterlegt wurde. Dann beginnt die allgemeine Diskussion, in die die angemeldeten Redner eingreifen. Nach Abschluss der Generaldebatte (discussion générale) kann nur noch ein Rückverweisungsantrag an den federführenden Ausschuss gestellt werden. Im Falle einer Annahme wird die Aussprache bis zur Vorlage eines neuen Berichts durch den Ausschuss ausgesetzt. Wenn der federführende Ausschuss die Ablehnung abschließt oder keine Schlussfolgerungen vorlegt, fordert der Präsident den Senat auf, unmittelbar nach Abschluss der Generaldebatte zu entscheiden. Seine Ablehnung führt zur Ablehnung des Textes. Die Erörterung der Artikel bezieht sich nacheinander auf jeden von ihnen und auf jeden Artikel der Änderungsanträge, die sich darauf beziehen. Über Änderungsanträge und Artikel wird getrennt abgestimmt.

#### Diskussion über eine Änderung
Zu einem Änderungsantrag können sich nur einer seiner Verfasser, die Regierung, der Vorsitzende oder der Berichterstatter des federführenden Ausschusses und gegebenenfalls des mit beratenden Ausschusses sowie ein Redner einer gegenteiligen Meinung äußern. Diese Interventionen, mit Ausnahme derjenigen der Regierung, dürfen fünf Minuten nicht überschreiten. Am Ende der Diskussion der Artikel wird über den gesamten Text abgestimmt. Senatoren können vorher intervenieren, um ihr Votum zu erklären.

#### Das „Pendeln“ bei Abstimmungen über Gesetze
Das „Pendeln“ (La Navette) bei Abstimmungen über Gesetze unterscheidet sich je nachdem, ob der zur Diskussion stehende Text in den allgemeinen Bereich des Gesetzes (Art. 189 und 190 der Verfassung) oder in die spezifische Zuständigkeit des Senats (Art. 187 Abs. 1 und 3 der Verfassung) fällt. In jedem Gesetzentwurf oder Gesetzesvorschlag wird angegeben, ob es sich um eine Angelegenheit handelt, die in diese Zuständigkeit des Senats fällt.
1. Ordentliches Verfahren (allgemeines Rechtsgebiet): Die Gesetzentwürfe und Gesetzesvorschläge werden gleichzeitig bei der Nationalversammlung und beim Senat hinterlegt. Der Text wird in erster Lesung von der Nationalversammlung angenommen. Er wird vom Präsidenten der Nationalversammlung unverzüglich dem Senat übermittelt, der ihn auf Antrag seines Büros oder mindestens eines Drittels seiner Mitglieder prüft und innerhalb von 7 Tagen nach Eingang des Entwurfs formuliert. Der Senat kann innerhalb einer Frist von höchstens zehn Tagen ab Antragstellung entweder entscheiden, dass eine Änderung des Gesetzentwurfs oder des Gesetzesvorschlags nicht erforderlich ist oder den Gesetzentwurf oder den Gesetzesvorschlag nach Änderung annehmen. Wurde der Gesetzentwurf oder der Gesetzesvorschlag geändert, leitet der Senat ihn an die Nationalversammlung weiter, die beschließt, indem sie alle oder einen Teil der vom Senat angenommenen Änderungen annimmt oder ablehnt. Hat der Senat nicht innerhalb von zehn Tagen entschieden oder der Nationalversammlung seinen Beschluss mitgeteilt, den Textentwurf nicht zu ändern, leitet der Präsident der Nationalversammlung ihn innerhalb von 48 Stunden an den Präsidenten der Republik zur Verkündung weiter. Beschließt die Nationalversammlung in zweiter Lesung eine neue Änderung, so wird der Gesetzentwurf oder die Gesetzesvorlage an den Senat zurückverwiesen, der über die Änderung entscheidet. Sie kann innerhalb von fünf Tagen nach dem Datum der Befassung entweder entscheiden, sie ohne Änderungen anzunehmen oder den Entwurf oder den Vorschlag mit Änderungen annehmen. Wurde der Gesetzentwurf oder Vorschlag weiter abgeändert, leitet der Senat ihn an die Nationalversammlung weiter, die durch Annahme oder Abänderung endgültig beschließt.
2. Verfahren speziell für die besondere Zuständigkeit des Senats: Die in diesen Angelegenheiten eingereichten Texte, die zuerst von der Nationalversammlung geprüft wurden, werden automatisch auf die Tagesordnung des Senats gesetzt, der eine Frist von 30 Tagen hat, um sie zu prüfen. Wenn er den Text nicht ändert, gibt er ihn an den Präsidenten der Nationalversammlung zurück, der ihn innerhalb von 48 Stunden an den Präsidenten der Republik zur Verkündung weiterleitet. Andernfalls leitet der Senatspräsident den Text zur erneuten Prüfung an die Nationalversammlung zurück. Im Falle von Meinungsverschiedenheiten zwischen den beiden Kammern bilden ihre beiden Präsidenten einen aus drei Abgeordneten und drei Senatoren paritätisch besetzten gemeinsamen Ausschuss (commission mixte paritaire), der innerhalb von 15 Arbeitstagen einen Text zu den noch zu diskutierenden Bestimmungen vorschlagen soll. Der vom Gemischten Ausschuss erstellte Text wird jeder der beiden Versammlungen getrennt zur Genehmigung vorgelegt. Eine Änderung ist nicht zulässig. Wenn der gemischte paritätische Ausschuss einen Text nicht annimmt oder wenn der Text von der einen oder anderen Kammer abgelehnt wird, kann der Präsident der Republik entweder die Nationalversammlung um endgültige Entscheidung ersuchen oder den Gesetzentwurf oder das vorgeschlagene Gesetz für nichtig erklären.
3. Spezifische Bestimmungen für organische Gesetze: Die Organgesetze werden mit einer Mehrheit von 2/3 der anwesenden oder vertretenen Senatoren angenommen, ohne dass diese Mehrheit geringer ist als die absolute Mehrheit der den Senat bildenden Mitglieder. Der Verfassungsgerichtshof prüft ihre Übereinstimmung mit der Verfassung auf obligatorische Vorlage durch den Präsidenten der Republik.

#### Veröffentlichung von Gesetzen
Die vom Parlament verabschiedeten Gesetze werden dem Präsidenten der Republik übermittelt, der sie innerhalb von 30 Tagen ab dem Tag ihrer Übermittlung verkündet. Die Verkündung verleiht dem verabschiedeten Gesetz Vollzugskraft. Innerhalb der Verkündungsfrist kann der Präsident der Republik das Parlament um eine zweite Beratung des gesamten oder eines Teils des Textes ersuchen oder das Verfassungsgericht wegen Verfassungswidrigkeit anrufen. Über den Text muss dann mit einer Mehrheit von ¾ der Abgeordneten und ¾ der Senatoren abgestimmt werden.

### Plenarversammlungen
Die Plenarversammlungen (Assemblées plénières) im Senat verlaufen wie folgt:

#### Diskussion im Plenum
Die Diskussion beginnt mit der Anhörung der Regierung, dann der Vorlage des Berichts des federführenden Ausschusses und gegebenenfalls der Anhörung des oder der Berichterstatter für die Stellungnahme sowie gegebenenfalls eines Mitglieds des Wirtschafts- und Sozialrates. Die Diskussion wird mit der Abstimmung über die Anträge fortgesetzt: Einrede der Unzulässigkeit (deren Zweck darin besteht, anzuerkennen, dass der vorgeschlagene Text gegen eine oder mehrere Verfassungsbestimmungen verstößt) und Vorfrage (die darauf abzielt, dass er entschieden hat, dass dies nicht der Fall ist es besteht keine Notwendigkeit, darüber nachzudenken). Die Annahme des einen oder anderen zieht die Ablehnung des Textes nach sich, auf dem sie hinterlegt wurde. Dann beginnt die allgemeine Diskussion, in die die angemeldeten Redner eingreifen. Nach Abschluss der Generaldebatte kann nur noch ein Rückverweisungsantrag an den federführenden Ausschuss gestellt werden. Im Falle einer Annahme wird die Aussprache bis zur Vorlage eines neuen Berichts durch den Ausschuss ausgesetzt. Wenn der federführende Ausschuss über eine Ablehnung entscheidet oder keine Beschlüsse vorlegt, fordert der Präsident den Senat auf, unmittelbar nach Abschluss der Generaldebatte zu entscheiden: im ersten Fall, wenn die Ablehnung nicht angenommen wird, die Prüfung der Artikel übernimmt; im zweiten Fall entscheidet der Senat über den Übergang zur Prüfung der Artikel: Seine Ablehnung führt zur Ablehnung des Textes. Die Erörterung der Artikel bezieht sich nacheinander auf jeden von ihnen und auf jeden Artikel auf die Änderungsanträge, die sich darauf beziehen. Über Änderungsanträge und Artikel wird getrennt abgestimmt.

#### Diskussion über eine Änderung
Zu einem Änderungsantrag können sich nur einer seiner Verfasser, die Regierung, der Vorsitzende oder der Berichterstatter des federführenden Ausschusses und gegebenenfalls des mit beratenden Ausschusses sowie ein Redner einer gegenteiligen Meinung äußern. Diese Interventionen, mit Ausnahme derjenigen der Regierung, dürfen fünf Minuten nicht überschreiten. Am Ende der Diskussion der Artikel wird über den gesamten Text abgestimmt. Senatoren können vorher intervenieren, um ihr Votum zu erklären.

## Aktuelle Zusammensetzung (Sechste Legislaturperiode)

Zusammensetzung (24. August 2020)

Der aktuelle Senat wurde am 24. August 2020 für die sechste Legislaturperiode gewählt. Dabei wurden 36 Senatoren gewählt und drei Senatoren kooptiert. Der Anteil von weiblichen Senatsmitgliedern liegt bei 41 Prozent (16 Senatorinnen) und bei männlichen Senatsmitgliedern bei 59 Prozent (23 Senatoren). Dem aktuellen Senat gehören folgende Senatoren an:
| Nummer | Name                                                   | Wahlkreis        | Geschlecht | Geburtsjahr |
| ------ | ------------------------------------------------------ | ---------------- | ---------- | ----------- |
| 1      | Jaqueline Nzifamiye                                    | Bubanza          | W          | 1972        |
| 2      | Rénilde Ndayishimiye                                   | Bujumbura Rural  | W          | 1962        |
| 3      | Spéciose Niteretse                                     | Cankuzo          | W          | 1984        |
| 4      | Spès Ndayizeye                                         | Cibitoke         | W          | 1981        |
| 5      | Spès-Caritas Njebarikanuye                             | Gitega           | W          | 1970        |
| 6      | Bénie Dushimirimana                                    | Kayanza          | W          | 1980        |
| 7      | Dévote Faida                                           | Kirundo          | W          | 1983        |
| 8      | Anita Ndayizeye                                        | Bujumbura Mairie | W          | 1969        |
| 9      | Chantal Ndabahinyuye                                   | Makamba          | W          | 1982        |
| 10     | Imelde Ntibagirirwa                                    | Muramvya         | W          | 1956        |
| 11     | Carine Bélyse Dukundane                                | Muyinga          | W          | 1978        |
| 12     | Denise Ndadaye Erste Vizepräsidentin des Senats        | Mwaro            | W          | 1968        |
| 13     | Marie Chantal Nshimirimana                             | Ngozi            | W          | 1980        |
| 14     | Joséphine Nyiraneza                                    | Ngozi            | W          | 1959        |
| 15     | Rose Nzeyimana                                         | Rumonge          | W          | 1964        |
| 16     | Benoîte Nizigiyimana                                   | Ruyigi           | W          | 1972        |
| 17     | Daniel Bashemza                                        | Bubanza          | M          | 1963        |
| 18     | Emmanuel Sinzohagera Präsident des Senats              | Bujumbura Rural  | M          | 1974        |
| 19     | Jean Bosco Barutwanyo                                  | Bururi           | M          | 1967        |
| 20     | Ernest Nahimana                                        | Bururi           | M          | 1969        |
| 21     | Désiré Njiji                                           | Cankuzo          | M          | 1979        |
| 22     | Jean Bosco Kurisansuma                                 | Cibitoke         | M          | 1954        |
| 23     | Ferdinand Ndayisavye                                   | Gitega           | M          | 1981        |
| 24     | Vincent Sukunoba                                       | Gitega           | M          | 1982        |
| 25     | Antoine Bisabwimana                                    | Karuzi           | M          | 1976        |
| 26     | Jean Marie Nibirantije                                 | Karuzi           | M          | 1971        |
| 27     | Pascal Gasunzu                                         | Kayanza          | M          | 1967        |
| 28     | Jean Bosco Ntunzwenimana                               | Kirundo          | M          | 1972        |
| 29     | Déo Nyagasani                                          | Bujumbura Mairie | M          | 1962        |
| 30     | Gad Niyukuri                                           | Makamba          | M          |             |
| 31     | Victor Girukwishaka                                    | Muramvya         | M          | 1956        |
| 32     | Pacifique Ndihokubwayo                                 | Muyinga          | M          | 1983        |
| 33     | François Ninteretse                                    | Mwaro            | M          | 1971        |
| 34     | Joseph Ntakarutimana                                   | Ngozi            | M          | 1960        |
| 35     | Charles Ndizeye                                        | Rumonge          | M          | 1972        |
| 36     | Ndutura Nibitanga                                      | Rumonge          | M          | 1978        |
| 37     | Aaron Nduwabike                                        | Rutana           | M          | 1981        |
| 38     | Fabrice Nkurunziza                                     | Rutana           | M          | 1981        |
| 39     | Cyriaque Nshimirimana Zweiter Vizepräsident des Senats | Ruyigi           | M          | 1975        |

## Weblink
- Homepage. In: Senat von Burundi. Abgerufen am 30. Mai 2022 (englisch).